# Merialus
Merialus is geslacht van uitgestorven zoogdieren uit de familie Paroxyclaenidae dat tijdens het Eoceen in Europa leefden.

## Fossiele vondsten
Fossielen van Merialus zijn gevonden in Palette (M. martinae) en Pourcy (M. bruneti) in Frankrijk en dateren uit Vroeg-Eoceen met een ouderdom van 56 tot 55 miljoen jaar (European land mammal age Neustrian).

## Kenmerken
Vermoedelijk was Merialus een frugivoor. Het lichaamsgewicht wordt geschat op circa 600 gram voor M. bruneti en 1,4 kilogram voor M. martinae.